# Martin Siersteds og Hustru Johanne Siersteds Stiftelse
Martin Siersteds og Hustru Johanne Siersteds Stiftelse var en stiftelse i København.
Stiftelsen blev oprettet af Københavns Magistrat ved fundats af 1. november 1948 til opfyldelse af den af partikulier Martin Brabrandt Siersted og hustru Johanne Caroline Siersted, født Johansen, ved testamente af 19. november 1878 trufne disposition – hvorefter der, for deres efterladte formue med renter og renters rente skulle oprettes en stiftelse til friboliger for svagelige og fattige kvinder og særlig enker og døtre inden for de ringe stillede af borgerstanden. Magistraten overdrog til dette formål Siersteds Stiftelse den ejendom (Stormgade 14, havehuset), der tidligere ejedes af Konferensråd J.H. Mundts Stiftelse, som i stedet erhvervede en række friboliger i Gammel Kloster, for hvilke der under samme dato blev oprettet en særlig fundats.
Stiftelsen sorterede under Magistratens 1. afdeling og sorterede frem til 2006 under Sundheds- og Omsorgsforvaltningen. Civilstyrelsen godkendte i 2006, at vedtægterne for Soldenfeldts Stiftelse, H.J. Andersens Stiftelse, Grosserer Goldschmidts Stiftelse, Siersteds Stiftelse og Gammel Kloster blev ændret, således af bestyrelserne fremover kom til at bestå af 5 medlemmer udpeget af beboerne/ældrerådet. 